# Parawaous megacephalus
Parawaous megacephalus är en fiskart som först beskrevs av Fowler, 1905.  Parawaous megacephalus ingår i släktet Parawaous och familjen smörbultsfiskar. Inga underarter finns listade i Catalogue of Life.